# Malfa

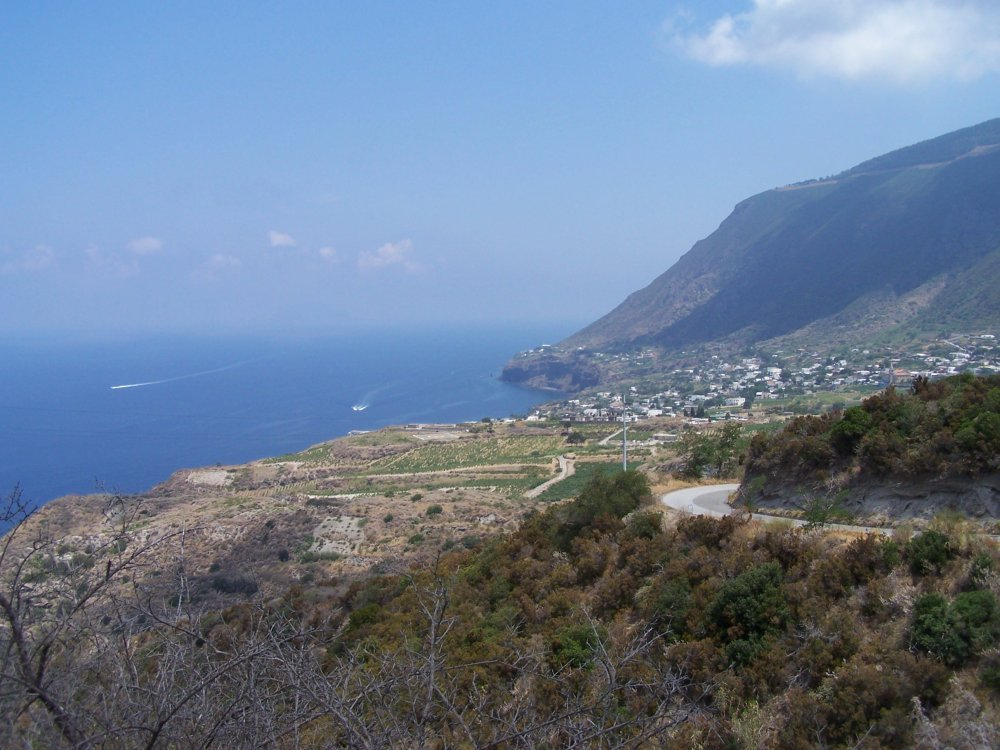
Blick über Malfa

Ortsteil Pollara

Malfa ist eine Gemeinde der Metropolitanstadt Messina in der Region Sizilien in Italien mit 1004 Einwohnern (Stand 31. Dezember 2023).

## Lage und Daten
Malfa liegt an der Nordküste der Liparischen Insel Salina. Die Einwohner arbeiten hauptsächlich in der Landwirtschaft und im Sommer im Tourismus. Weitere Arbeitsplätze gibt es in der Fischerei.
Salina erreicht man mit Fähren und Tragflügelbooten von Messina oder Milazzo zum Hafen nach Santa Marina Salina. In der Sommerzeit gibt es Verbindungen auch nach Cefalù, Neapel und Vibo Valentia.
Zur Gemeinde gehören die Ortsteile Malfa und Pollara sowie die kleine Nebeninsel Scoglio Faraglione. Die Nachbargemeinden auf der Insel Salina sind Leni (Südwesten) und Santa Marina Salina (Südosten).

## Geschichte
Die Insel Salina und somit der Ort Malfa war schon in vorgeschichtlicher Zeit besiedelt. Der Name Malfa leitet sich ab von den ehemaligen Handelsbeziehungen zur Amalfiküste. 

## Weitere Informationen
Seit 1991 findet am ersten Juniwochenende die „Sagra del cappero“, das Kapernfest, statt. Zum Auftakt reisen Agrarexperten aus Palermo und Rom an, um Erfahrungen über Kapernzucht und -qualität auszutauschen. Es folgt ein zweitägiges Volksfest, bei dem Originaltrachten getragen und zu traditioneller Musik getanzt und gesungen wird. 
1994 drehte Michael Radford in Pollara den Film Der Postmann.